# Sassari-Cagliari 1970
La Sassari-Cagliari 1970, ventesima edizione della corsa, si svolse il 28 febbraio 1970 su un percorso di 222 km. La vittoria fu appannaggio del tedesco Rudi Altig, che completò il percorso in 5h22'41", precedendo gli italiani Attilio Rota e Giacinto Santambrogio.
Sul traguardo di Cagliari 37 ciclisti portarono a termine la competizione. 

## Ordine d'arrivo (Top 10)
| Pos. | Corridore             | Squadra      | Tempo    |
| ---- | --------------------- | ------------ | -------- |
| 1    | Rudi Altig            | Zimba-G.B.C. | 5h22'41" |
| 2    | Attilio Rota          | Dreher       | a 4"     |
| 3    | Giacinto Santambrogio | Molteni      | a 6"     |
| 4    | Ercole Gualazzini     | Salvarani    | a 22"    |
| 5    | B. Van De Kerckhove   | Dreher       | s.t.     |
| 6    | Emilio Casalini       | Scic         | s.t.     |
| 7    | Guido Neri            | Scic         | a 41"    |
| 8    | Ugo Colombo           | Filotex      | s.t.     |
| 9    | Gösta Pettersson      | Ferretti     | s.t.     |
| 10   | Cipriano Chemello     | Salvarani    | s.t.     |